# 蒂蒂雅
蒂蒂雅（；1982年12月24日—）是一位泰國的高爾夫球球手，她從2006年開始參與歐洲女子高爾夫巡迴賽（Ladies European Tour；LET）。

## 業餘生涯
蒂蒂雅在泰國業餘並與泰國女子公開賽三次奪冠。

## 職業生涯
2006年，蒂蒂雅轉打職業賽，曾拿下三個泰國比賽冠軍。
2010年參加，只取得第四名。
2013年1月，蒂蒂雅勝出2013 TLPGA 暨老爺公開賽，是她七年職業生涯的第一個國際賽冠軍。

## 家庭
蒂蒂雅是泰國華僑，父親是華人，母親是泰國人，從小聽得懂一些國語，但不會講。

## 參看
- 希達帕
- 波拉妮

## 外部連結
- Website LET: 蒂蒂雅 （页面存档备份，存于）
- Hole-in-one in 2012